# الجبال الأولمبية
الجبال الأولمبية (بالإنجليزية: Olympic Mountains)‏ هي سلسلة جبلية في شبه الجزيرة الأولمبية الواقعة في الجزء الشمالي الغربي من ولاية واشنطن الأميركية. أعلاها جبل أولمبوس (7,965 قدماً أو حوالى 2,430 متراً).